# Figura ograniczona
Figura ograniczona – figura płaska, dla której istnieje koło zawierające tę figurę, np. odcinek, kwadrat, koło. Przykładami figur nieograniczonych są: prosta, półprosta, kąt.
Figura ograniczona to inna nazwa zbioru ograniczonego na płaszczyźnie euklidesowej.